# Marcelo Espina
Marcelo Fabián Espina (Buenos Aires, 28 aprile 1967) è un allenatore di calcio ed ex calciatore argentino, di ruolo centrocampista.

## Caratteristiche tecniche
Giocava come centrocampista, sia sulla fascia destra che in una posizione più centrale (trequartista).

## Carriera

### Giocatore

#### Club
Iniziò a giocare nel Platense, club con cui visse l'inizio della sua carriera, superando le cento presenze e riuscendo ad andare a segno in ventitré occasioni. Nel 1990 venne acquistato dall'Irapuato, società messicana, e la sua prima esperienza all'estero coprì due campionati, il 1990-1991 e il 1991-1992, il primo con lo stesso Irapuato e il secondo con l'Atlante. Nel 1992 fa ritorno in patria per disputare la Primera División con il Lanús. A stagione finita, lasciò nuovamente i confini argentini per giocare in Messico, stavolta al Correcaminos UAT. Altra stagione, altro cambio di maglia: il Platense lo acquista per la Primera División 1993-1994 e, giocando da titolare, riesce a ottenere il titolo di miglior marcatore del Clausura, con le undici reti che lo mettono al primo posto della classifica dei realizzatori insieme a Hernán Crespo. Dopo un'ultima stagione in patria con il Platense (la 1994-1995) Espina decide di tentare nuovamente l'esperienza estera: stavolta la sua destinazione è il Colo-Colo, formazione plurititolata cilena. Con il club di Santiago ottenne un buon impatto sul campionato (undici reti alla sua prima annata) e vinse tre titoli nazionali consecutivi, più una Copa Chile. Le prestazioni cilene richiamano l'attenzione del Racing Santander che, nel 1999, punta sul centrocampista argentino; la prima stagione in Europa del trentaduenne ebbe un bilancio di trentasei partite giocate su trentotto e due reti. La seconda annata fu invece più problematica, e si concluse con la retrocessione. A fronte della prospettiva di dover disputare la Segunda División, Espina scelse di riparare in Cile, dove terminò la carriera.

#### Nazionale
Espina ebbe due esperienze significative in Nazionale, entrambe durante la gestione Passarella. La prima fu la FIFA Confederations Cup 1995: incluso nella lista dei venti convocati, gli fu consegnata la maglia numero dieci e la fascia di capitano. Nel suo ruolo, però, il commissario tecnico aveva già Rambert, che fu schierato titolare in tutte le partite; Espina venne impiegato come sostituto nel corso della finale contro la Danimarca, subentrando al posto dello stesso Rambert al minuto numero settantacinque. La seconda partecipazione di Espina a una manifestazione ufficiale per squadre nazionali fu in occasione della Copa América 1995. In tale competizione, ancora una volta, anche se capitano, il trequartista fu utilizzato come riserva, e Passarella gli diede l'opportunità di giocare dall'inizio solo contro gli Stati Uniti, in un incontro poco rilevante ai fini della qualificazione al turno successivo: peraltro, Espina fu sostituito tra il primo e il secondo tempo da Ortega.

### Allenatore
Una volta conclusasi la carriera da giocatore, Espina iniziò quella in panchina; il primo incarico gli venne assegnato dal Colo-Colo, sua ultima compagine da calciatore. Nel 2005 prese la guida della squadra, ma poco tempo dopo venne assunto dall'Everton, che, nel dicembre dello stesso 2005, lo nominò nuovo allenatore. Tra il 2007 e il 2008 si è seduto sulla panchina dell'Unión Española, ma presentò le dimissioni nel maggio 2008 in seguito all'ultimo posto ottenuto nel gruppo 1 dell'Apertura. Nel settembre 2010 il Platense ha ufficializzato l'assunzione di Espina quale nuovo tecnico.

## Palmarès

### Giocatore

#### Club

##### Competizioni nazionali
- Campionato cileno: 4

Colo-Colo: 1996, 1997, 1998, 2002
- Coppa del Cile: 1

Colo-Colo: 1996

#### Individuale
- Capocannoniere della Primera División argentina: 1

Clausura 1994 (11 gol)